# Jiří Magnusek
Jiří Magnusek (19. listopadu 1931 – listopad 2024) byl český fotbalový brankář a trenér. V letech 1981–1985 byl ve Vítkovicích trenérem brankářů, v letech 1983–1985 byl tamtéž zároveň asistentem Jiřího Dunaje u prvoligového mužstva (společně s Josefem Kalusem). Podílel se na několika publikacích s fotbalovou tematikou (Josef Masopust, Verner Lička). Zemřel počátkem listopadu 2024.

## Trenérská kariéra
- 1981/82 (1. liga) – TJ Vítkovice (trenér brankářů)
- 1982/83 (1. liga) – TJ Vítkovice (trenér brankářů)
- 1983/84 (1. liga) – TJ Vítkovice (asistent trenéra a trenér brankářů)
- 1984/85 (1. liga) – TJ Vítkovice (asistent trenéra a trenér brankářů)